# Massimo Palanca
Massimo Palanca (Loreto, 21 de agosto de 1953) é um ex-futebolista italiano, que, segundo relatos, seria o recordista mundial de gols olímpicos, com 13 tentos marcados desta forma.
Além deste feito, ele foi vice artilheiro da Série A Italiana na temporada 1980-81, com 13 tentos.
Ganhou a alcunha de "O Rei" da torcida do Catanzaro após marcar os 3 gols da vitória por 3x1 diante da Roma, em pleno Estádio Olímpico, no dia 4 de março de 1979.

## Estatísticas

### Campeonato Italiano
- Unione Sportiva Catanzaro - 105 jogos e 37 gols (Série A)[4]

| Temporada         | Equipe                         | Divisão  | Jogos | Gols                 |
| ----------------- | ------------------------------ | -------- | ----- | -------------------- |
| 1971/72           | Camerino                       | Série D  | 28    | 13                   |
| 1972/73           | Camerino                       | Série C2 | 27    | 16                   |
| 1973/74           | Frosinone Calcio               | Serie C1 | 38    | 17 (artilheiro)      |
| 1974-75           | Unione Sportiva Catanzaro      | Série B  | 35    | 4                    |
| 1975-76           | Unione Sportiva Catanzaro      | Série B  | 33    | 11                   |
| 1976-77           | Unione Sportiva Catanzaro      | Série A  | 18    | 5                    |
| 1977-78           | Unione Sportiva Catanzaro      | Série B  | 32    | 18 (artilheiro)      |
| 1978-79           | Unione Sportiva Catanzaro      | Série A  | 30    | 10                   |
| 1979-80           | Unione Sportiva Catanzaro      | Série A  | 29    | 9                    |
| 1980-81           | Unione Sportiva Catanzaro      | Série A  | 28    | 13 (vice-artilheiro) |
| 1981/82           | Società Sportiva Calcio Napoli | Série A  | 23    | 1                    |
| 1982/83           | Calcio Como                    | Serie B  | 20    | 2                    |
| 1983/84           | Società Sportiva Calcio Napoli | Série A  | 19    | 1                    |
| 1984/85 e 1985/86 | Foligno Calcio                 | Série C2 | 47    | 18                   |
| 1986-87           | Unione Sportiva Catanzaro      | Série C1 | 29    | 17 (artilheiro)      |
| 1987-88           | Unione Sportiva Catanzaro      | Série B  | 35    | 14                   |
| 1988-89           | Unione Sportiva Catanzaro      | Série B  | 34    | 12                   |
| 1989-90           | Unione Sportiva Catanzaro      | Série B  | 28    | 2                    |

### Coppa Italia
- Unione Sportiva Catanzaro: 36 jogos e 20 gols[4]

| Temporada | Equipe                         | Jogos | Gols           |
| --------- | ------------------------------ | ----- | -------------- |
| 1974-75   | Unione Sportiva Catanzaro      | 4     | 1              |
| 1975-76   | Unione Sportiva Catanzaro      | 4     | 0              |
| 1976-77   | Unione Sportiva Catanzaro      | 4     | 3              |
| 1977-78   | Unione Sportiva Catanzaro      | 3     | 2              |
| 1978-79   | Unione Sportiva Catanzaro      | 7     | 8 (artilheiro) |
| 1979-80   | Unione Sportiva Catanzaro      | 4     | 2              |
| 1981/82   | Società Sportiva Calcio Napoli | 6     | 0              |
| 1982/83   | Calcio Como                    | 0     | 0              |
| 1983/84   | Società Sportiva Calcio Napoli | 0     | 0              |
| 1987-88   | Unione Sportiva Catanzaro      | 4     | 2              |
| 1988-89   | Unione Sportiva Catanzaro      | 5     | 2              |
| 1989-90   | Unione Sportiva Catanzaro      | 1     | 0              |

### Copa Uefa
| Temporada | Equipe                         | Jogos | Gols |
| --------- | ------------------------------ | ----- | ---- |
| 1983/84   | Società Sportiva Calcio Napoli | 2     | 0    |

## Conquistas
- Artilheiro Série C1 do Campeonato Italiano: Temporada 1973-74 - 17 gols
- Artilheiro Série B do Campeonato Italiano: Temporada 1977/78 - 18 gols
- Artilheiro da Coppa Italia: Temporada 1978-79 - 8 gols
- Vice-artilheiro da Campeonato Italiano: Temporada 1980-81 - 13 gols
- Artilheiro Série C1 do Campeonato Italiano: Temporada 1986-87 - 17 gols